# Bastaträsket (Piteå socken, Norrbotten, 727681-170589)
Bastaträsket är en sjö i Piteå kommun i Norrbotten och ingår i Lillpiteälvens huvudavrinningsområde. Sjön har en area på 0,7 kvadratkilometer och ligger 357,1 meter över havet. Sjön avvattnas av vattendraget Lillpiteälven.

## Delavrinningsområde
Bastaträsket ingår i det delavrinningsområde (727782-170518) som SMHI kallar för Utloppet av Bastaträsket. Medelhöjden är 366 meter över havet och ytan är 2,32 kvadratkilometer. Räknas de 4 avrinningsområdena uppströms in blir den ackumulerade arean 32,73 kvadratkilometer. Avrinningsområdets utflöde Lillpiteälven mynnar i havet. Avrinningsområdet består mestadels av skog (44 procent) och sankmarker (26 procent). Avrinningsområdet har 0,7 kvadratkilometer vattenytor vilket ger det en sjöprocent på 30 procent.